# Elwood (Nebraska)
Elwood er en amerikansk by og administrativt centrum for det amerikanske county Gosper County, i staten Nebraska. I 2000 havde byen et indbyggertal på 761.
40°35′19″N 99°51′38″V / 40.5886°N 99.8606°V